# Неурофизиологија
Неурофизиологија, део физиологије животиња и човека, изучава функције нервног система и његове основне структурне јединице — неуроне. Прецизније речено, неурофизилогија је студија начина на које нервне ћелије или неуроне примају и преносе информације. Процесовање нервних сигнала укључује две врсте феномена: електрични и хемијски. Електрични феномен је пренос сигнала унутар саме неуроне, а хемијски, пренос сигнала са једне неуроне на другу. Уско је повезана са неуробиологијом, психологијом, неурологијом, клиничком неурофизиологијом, електрофизиологијом, етологијом, неуроанатомијом и другим наукама које се баве изучавањем мозга и можданих функција. 
Хирургијска неурофизиологија припада примењеној неурофизиологији. 

## Историја
Неурофизиологија је предмет проучавања још од 4.000 година п. н. е.
У раном п. н. е. године, већина студија је била о различитим природним седативима попут алкохола и биљака мака. 1700. године пре нове ере написан је хируршки папирус Едвин Смит. Овај папирус је био кључан за разумевање како су стари Египћани разумели нервни систем. Овај папирус је разматрао различите студије случаја о повредама различитих делова тела, пре свега главе. Почевши око 460. године пре нове ере, Хипократ је почео да проучава епилепсију и теоретизирао да она потиче из мозга. Хипократ је такође теоретисао да је мозак укључен у сензације и да је из њега изведена интелигенција. Хипократ, као и већина старих Грка, веровали су да су опуштање и окружење без стреса кључни у лечењу неуролошких поремећаја. Године 280. п. н. е., Еразистрат са Хиоса је изнео теорију да постоје поделе у вестибуларној обради мозга, као и да је из запажања закључио да се ту налази сензација.
Године 177. Гален је изнео теорију да се људска мисао дешава у мозгу, за разлику од срца као што је Аристотел теоретисао. Оптичку хијазму, која је кључна за визуелни систем, открио је Маринус око 100. године нове ере. Око 1000, Ал-Захрави, који је живео у Иберији, почео је да пише о различитим хируршким третманима неуролошких поремећаја. Године 1216, први уџбеник анатомије у Европи, који је укључивао опис мозга, написао је Мондино де Луци. Године 1402. болница Свете Марије од Витлејема (касније позната као Бедлам у Британији) била је прва болница која се користила искључиво за ментално болесне.
Леонардо да Винчи је 1504. године наставио проучавање људског тела са воштаним одливом система људске коморе. Године 1536, Николо Маса је описао ефекте различитих болести, као што је сифилис, на нервни систем. Такође је приметио да су вентрикуларне шупљине испуњене цереброспиналном течношћу. Године 1542, израз физиологија је први пут употребио француски лекар по имену Жан Фернел, да објасни телесне функције у односу на мозак. Године 1543. Андреас Везалијус је написао De humani corporis fabrica, која је револуционирала проучавање анатомије. У овој књизи је описао епифизу и оно за шта је веровао да је функција, и био је у стању да нацрта цорпус стриатум који се састоји од базалних ганглија и унутрашње капсуле. Јасон Пратенсис је 1549. објавио De Cerebri Morbis. Ова књига је била посвећена неуролошким болестима и говорила о симптомима, као и о идејама Галена и других грчких, римских и арапских аутора. Такође је разматрао анатомију и специфичне функције различитих области. Године 1550, Андреас Везалијус је радио на случају хидроцефалуса, или течности која испуњава мозак. Исте године, Бартоломео Еустахије је проучавао оптички нерв, углавном се фокусирајући на његово порекло у мозгу. Јулије Цезар Аранзио је 1564. године открио хипокампус, назвавши га таквим због сличности облика са морским коњем.
Године 1621. Роберт Бартон је објавио Анатомију меланхолије, у којој је губитак важних ликова у животу посматрао као доводе до депресије. Године 1649. Рене Декарт је проучавао епифизу. Погрешно је веровао да је то "душа" мозга и веровао је да се ту стварају мисли. Јохан Јакоб Вепфер је 1658. проучавао пацијента за кога је веровао да је сломљени крвни суд изазвао апоплексију, или мождани удар.
Године 1749, Дејвид Хартли је објавио Запажања о човеку, која су се фокусирала на оквир (неурологија), дужност (морална психологија) и очекивања (духовност) и како се они интегришу једно у друго. Овај текст је такође био први који је употребио енглески термин психологија. Године 1752. Друштво пријатеља створило је азил у Филаделфији, Пенсилванија. Азил је имао за циљ да пружи не само медицински третман ментално болеснима, већ и да обезбеди неговатеље и удобне услове за живот. Године 1755, Жан-Батист Ле Рој је почео да користи електроконвулзивну терапију за ментално болесне, третман који се и данас користи у одређеним случајевима. Године 1760, Арне-Шарл је проучавао како различите лезије у малом мозгу могу утицати на моторичке покрете. Године 1776, Винченцо Малакарне је интензивно проучавао мали мозак и објавио књигу искључиво засновану на његовој функцији и изгледу.
Године 1784, Фелик Вик-д'Азир, открио је структуру црне боје у средњем мозгу. Године 1791. Самјуел Томас фон Сомеринг алудирао је на ову структуру, називајући је супстанција нигра. Исте године Луиђи Галвани је описао улогу електрицитета у нервима сецираних жаба. Године 1808. Франц Јозеф Гал је проучавао и објавио радове о френологији. Френологија је била погрешна наука о посматрању облика главе да би се одредили различити аспекти личности и функције мозга. Године 1811, Жил Жан Цезар Легалоис је проучавао дисање код животињских дисекција и лезија и пронашао центар дисања у продуженој мождини. Исте године, Чарлс Бел је завршио рад на ономе што ће касније постати познато као Бел-Магендијев закон, који је упоређивао функционалне разлике између дорзалних и вентралних корена кичмене мождине. 
Карл Фридрих Бурдах је 1822. године направио разлику између латералног и медијалног коленастог тела, као и име цингулатног гируса. Године 1824, Ф. Магенди је проучавао и изнео прве доказе о улози малог мозга у равнотежи да би се завршио Бел-Магендијев закон. Године 1838. Теодор Шван је почео да проучава белу и сиву материју у мозгу и открио мијелински омотач. Ове ћелије, које покривају аксоне неурона у мозгу, по њему су назване Шванове ћелије. Године 1848, Финеасу Гејџу, пацијенту класичне неурофизиологије, мозак је пробушен гвозденом шипком за набијање у експлозији. Постао је одлична студија случаја у вези између префронталног кортекса и понашања, доношења одлука и последица. Херман фон Хелмхолц је 1849. проучавао брзину нервних импулса жабе док је проучавао електрицитет у телу.
Иако ово нису сви развоји у неурофизиологији пре 1849. године, ови развоји су били значајни за проучавање мозга и тела.